# American Le Mans Series
American Le Mans Series (zkráceně ALMS) je závodní série vypsaná pro sportovní vozy a prototypy, která je zařazena do International Motor Sport Association (IMSA). Vznikla v roce 1999.
|      |            | LMP/LMP900/LMP1                                    | LMP675/LMP2                                                    | GTS/GT1/GT2(od 2009)                            | GT/GT2/Challenge(od 2009)                       |
| ---- | ---------- | -------------------------------------------------- | -------------------------------------------------------------- | ----------------------------------------------- | ----------------------------------------------- |
| 1999 | Team (Vůz) | Panoz Motorsports (Panoz GTR-1 Panoz LMP-1 – Élan) |                                                                | Viper Team Oreca (Dodge Viper GTS-R)            | Prototype Technology Group (BMW M3 GTR)         |
| 1999 | Řidič(i)   | Elliott Forbes-Robinson                            | Olivier Beretta                                                | Cort Wagner                                     |                                                 |
| 2000 | Team (Vůz) | Audi Sport North America (Audi R8R) (Audi R8)      |                                                                | Viper Team Oreca (Dodge Viper GTS-R)            | Dick Barbour Racing (Porsche 911 GT3-R)         |
| 2000 | Řidič(i)   | Allan McNish                                       | Olivier Beretta                                                | Dirk Müller                                     |                                                 |
| 2001 | Team (Vůz) | Audi Sport North America (Audi R8)                 | Dick Barbour Racing (Reynard 01Q – Judd)                       | Corvette Racing (Chevrolet Corvette C5-R)       | BMW Motorsport (BMW M3 GTR)                     |
| 2001 | Řidič(i)   | Emanuele Pirro                                     | Didier de Radigues                                             | Terry Borcheller                                | Jörg Müller                                     |
| 2002 | Team       | Audi Sport North America (Audi R8)                 | KnightHawk Racing (MG-Lola EX257)                              | Corvette Racing (Chevrolet Corvette C5-R)       | Alex Job Racing (Porsche 911 GT3-RS)            |
| 2002 | Řidič(i)   | Tom Kristensen                                     | Jon Field                                                      | Ron Fellows                                     | Lucas Luhr Sascha Maassen                       |
| 2003 | Team (Vůz) | Infineon Team Joest (Audi R8)                      | Dyson Racing (MG-Lola EX257)                                   | Corvette Racing (Chevrolet Corvette C5-R)       | Alex Job Racing (Porsche 911 GT3-RS)            |
| 2003 | Řidič(i)   | Frank Biela Marco Werner                           | Chris Dyson                                                    | Ron Fellows Johnny O'Connell                    | Lucas Luhr Sascha Maassen                       |
| 2004 | Team (Vůz) | ADT Champion Racing (Audi R8)                      | Miracle Motorsports (Lola B2K/40 – Nissan) (Courage C65 – AER) | Corvette Racing (Chevrolet Corvette C5-R)       | Alex Job Racing (Porsche 911 GT3-RSR)           |
| 2004 | Řidič(i)   | Marco Werner JJ Lehto                              | Ian James                                                      | Ron Fellows Johnny O'Connell                    | Timo Bernhard                                   |
| 2005 | Team (Vůz) | ADT Champion Racing (Audi R8)                      | Intersport Racing (Lola B05/40 – AER)                          | Corvette Racing (Chevrolet Corvette C6.R)       | Petersen/White Lightning (Porsche 911 GT3 RSR)  |
| 2005 | Řidič(i)   | Frank Biela Emanuele Pirro                         | Clint Field                                                    | Olivier Beretta Oliver Gavin                    | Patrick Long Jörg Bergmeister                   |
| 2006 | Team (Vůz) | Audi Sport North America (Audi R8) (Audi R10)      | Penske Racing (Porsche RS Spyder)                              | Corvette Racing (Chevrolet Corvette C6.R)       | Risi Competizione (Ferrari F430 GT2)            |
| 2006 | Řidič(i)   | Rinaldo Capello Allan McNish                       | Lucas Luhr Sascha Maassen                                      | Olivier Beretta Oliver Gavin                    | Jörg Bergmeister                                |
| 2007 | Team (Vůz) | Audi Sport North America (Audi R10)                | Penske Racing (Porsche RS SpyderEvo)                           | Corvette Racing (Chevrolet Corvette C6.R)       | Risi Competizione (Ferrari F430 GT2)            |
| 2007 | Řidič(i)   | Rinaldo Capello Allan McNish                       | Timo Bernhard Romain Dumas                                     | Olivier Beretta Oliver Gavin                    | Mika Salo Jaime Melo                            |
| 2008 | Team       | Audi Sport North America (Audi R10 TDI)            | Penske Racing (Porsche RS SpyderEvo)                           | Corvette Racing (Chevrolet Corvette C6.R)       | Flying Lizard Motorsports (Porsche 997 GT3 RSR) |
| 2008 | Řidič(i)   | Marco Werner Lucas Luhr                            | Timo Bernhard Romain Dumas                                     | Johnny O'Connell Jan Magnussen                  | Jörg Bergmeister Wolf Henzler                   |
| 2009 | Team       | Patrón Highcroft Racing (Acura ARX-02a)            | Lowe's Fernández Racing (Acura ARX-01B)                        | Flying Lizard Motorsports (Porsche 997 GT3-RSR) | Snow Racing                                     |
| 2009 | Řidič(i)   | David Brabham Scott Sharp                          | Adrian Fernández Luis Díaz                                     | Patrick Long Jörg Bergmeister                   | Martin Snow Melanie Snow                        |